# Фирсанова, Лидия Алексеевна
Ли́дия Алексе́евна Фирса́нова — советский хозяйственный, государственный и политический деятель, доктор химических (по другим данным, технических) наук, профессор.

## Биография
Родилась в 1917 году в Москве. Член КПСС.
С 1936 года — на хозяйственной, общественной и политической работе. В 1936—1975 гг. — аспирантка, научный сотрудник, доцент, профессор кафедры производства чистых металлов и полупроводниковых материалов Московского института стали и сплавов. В 1946 году защитила кандидатскую диссертацию «Прямые методы получения алюминиево-бериллиевых сплавов в расплавленных средах», в 1962 году — докторскую диссертацию «Взаимодействие алюминия с солями при высоких температурах».
Избиралась депутатом Верховного Совета РСФСР 8-го созыва.
Умерла после 1998 года.

## Сочинения
- Фирсанова, Лидия Алексеевна. Физико-химические основы методов анализа чистых металлов и полупроводниковых материалов [Текст] : Конспект лекций / Л. А. Фирсанова, С. А. Ершова, Н. М. Конышева ; Моск. ин-т стали и сплавов. Кафедра производства чистых металлов и полупроводниковых материалов. — Москва : [б. и.], 1970-. — 2 т.; 20 см.
- А. И. Беляев, Е. Д. Жемчужина, Л. А. Фирсанова. Металлургия чистых металлов и элементарных полупроводников [Текст] : учеб. пособие для студентов по специальности «Металлургия цветных металлов» — М.: Металлургия, 1969. — 504 с. : ил.
- А. И. Беляев, Л. А. Фирсанова. Одновалентный алюминий в металлургических процессах. — М.: Металлургиздат, 1959. — 142 с. : ил. ; 23 см.
- Беляев, А. И. Физическая химия расплавленных солей/ Анатолий Иванович Беляев, Елена Александровна Жемчужина, Лидия Алексеевна Фирсанова.- М.: Гостехиздат, 1957.- 359, [1] с.